# Freestyle-Skiing-Weltcup 2011/12
Die Saison 2011/12 des von der FIS veranstalteten Freestyle-Skiing-Weltcups begann am 9. Dezember 2011 in Copper Mountain (USA) und endete am 18. März 2012 in Megève (Frankreich). Ausgetragen wurden Wettbewerbe in den Disziplinen Aerials (Springen), Moguls (Buckelpiste), Dual Moguls (Parallel-Buckelpiste), Skicross, Halfpipe und erstmals Slopestyle.

## Abkürzungen
- AE = Aerials
- MO = Moguls
- DM = Dual Moguls
- SX = Skicross
- HP = Halfpipe
- SS = Slopestyle

## Männer

### Weltcupwertungen
| Rang | Name                  | Punkte |
| ---- | --------------------- | ------ |
| 01   | Mikaël Kingsbury      | 91     |
| 02   | Patrick Deneen        | 55     |
| 03   | Olivier Rochon        | 54     |
| 04   | Jeremy Cota           | 52     |
| 05   | Filip Flisar          | 48     |
| 06   | Jia Zongyang          | 45     |
| 07   | Brady Leman           | 44     |
| 08   | Alex Fiva             | 43     |
| 09   | Philippe Marquis      | 40     |
| 10   | Christopher Del Bosco | 40     |

| Rang | Name                    | Punkte |
| ---- | ----------------------- | ------ |
| 01   | Olivier Rochon          | 543    |
| 02   | Jia Zongyang            | 452    |
| 03   | Thomas Lambert          | 392    |
| 04   | Dylan Ferguson          | 371    |
| 05   | Liu Zhongqing           | 331    |
| 06   | Dsmitryj Daschtschynski | 315    |
| 07   | Oleksandr Abramenko     | 297    |
| 08   | Stanislaw Krawtschuk    | 286    |
| 09   | Maxim Huszik            | 270    |
| 10   | Qi Guangpu              | 263    |

| Rang | Name                | Punkte |
| ---- | ------------------- | ------ |
| 01   | Mikaël Kingsbury    | 1180   |
| 02   | Patrick Deneen      | 0715   |
| 03   | Jeremy Cota         | 0674   |
| 04   | Philippe Marquis    | 0515   |
| 05   | Marc-Antoine Gagnon | 0449   |
| 06   | Sergei Wolkow       | 0409   |
| 07   | Bradley Wilson      | 0346   |
| 08   | Shō Endō            | 0322   |
| 09   | Cédric Rochon       | 0305   |
| 10   | Eddie Hicks         | 0292   |

| Rang | Name                  | Punkte |
| ---- | --------------------- | ------ |
| 01   | Filip Flisar          | 482    |
| 02   | Brady Leman           | 443    |
| 03   | Alex Fiva             | 434    |
| 04   | Christopher Del Bosco | 396    |
| 05   | Andreas Matt          | 393    |
| 06   | David Duncan          | 329    |
| 07   | Jean-Frédéric Chapuis | 277    |
| 08   | Didrik Bastian Juell  | 260    |
| 09   | Tomáš Kraus           | 255    |
| 10   | Jegor Korotkow        | 247    |

| Rang | Name                | Punkte |
| ---- | ------------------- | ------ |
| 01   | David Wise          | 140    |
| 02   | Torin Yater-Wallace | 125    |
| 03   | Wing Tai Barrymore  | 100    |
| 04   | Noah Bowman         | 080    |
| 05   | Tucker Perkins      | 071    |
| 06   | Dan Marion          | 068    |
| 07   | Xavier Bertoni      | 066    |
| 08   | Duncan Adams        | 064    |
| 09   | Benoît Valentin     | 060    |
| 10   | Thomas Krief        | 050    |

| Rang | Name                   | Punkte |
| ---- | ---------------------- | ------ |
| 01   | Cyrill Hunziker        | 100    |
|      | Tom Wallisch           | 100    |
| 03   | Antti-Jussi Kemppainen | 081    |
| 04   | Alex Bellemare         | 080    |
| 05   | Colby West             | 063    |
| 06   | Joss Christensen       | 060    |
|      | Per Kristian Hunder    | 060    |
| 08   | Torin Yater-Wallace    | 050    |
| 09   | Christopher Laker      | 045    |
|      | Antti Ollila           | 045    |

### Podestplätze
| Datum      | Ort                 | Disz. | 1. Platz                                                            | 2. Platz                                                            | 3. Platz                                                            |
| ---------- | ------------------- | ----- | ------------------------------------------------------------------- | ------------------------------------------------------------------- | ------------------------------------------------------------------- |
| 09.12.2011 | Copper Mountain     | HP    | Wing Tai Barrymore                                                  | Torin Yater-Wallace                                                 | Duncan Adams                                                        |
| 10.12.2011 | Ruka                | MO    | Mikaël Kingsbury                                                    | Sho Kashima                                                         | Anthony Benna                                                       |
| 17.12.2011 | Innichen            | SX    | Brady Leman                                                         | Jegor Korotkow                                                      | David Duncan                                                        |
| 18.12.2011 | Innichen            | SX    | Andreas Matt                                                        | Jegor Korotkow                                                      | Alex Fiva                                                           |
| 20.12.2011 | Méribel             | DM    | Mikaël Kingsbury                                                    | Anthony Benna                                                       | Sho Kashima                                                         |
| 07.01.2012 | St. Johann in Tirol | SX    | Alex Fiva                                                           | Brady Leman                                                         | Daniel Bohnacker                                                    |
| 11.01.2012 | L’Alpe d’Huez       | SX    | Filip Flisar                                                        | Christopher Del Bosco                                               | Lars Lewén                                                          |
| 14.01.2012 | Mont Gabriel        | DM    | Mikaël Kingsbury                                                    | Jeremy Cota                                                         | Sergei Wolkow                                                       |
| 15.01.2012 | Mont Gabriel        | AE    | Pawel Krotow                                                        | Olivier Rochon                                                      | Naoya Tabara                                                        |
| 15.01.2012 | Les Contamines      | SX    | Alex Fiva                                                           | Didrik Bastian Juell                                                | Nick Zoricic                                                        |
| 19.01.2012 | Lake Placid         | MO    | Mikaël Kingsbury                                                    | Patrick Deneen                                                      | Philippe Marquis                                                    |
| 20.01.2012 | Lake Placid         | AE    | Jia Zongyang                                                        | Liu Zhongqing                                                       | Anton Kuschnir                                                      |
| 21.01.2012 | Lake Placid         | AE    | Thomas Lambert                                                      | Renato Ulrich                                                       | Pjotr Medulitsch                                                    |
| 28.01.2012 | Calgary             | MO    | Mikaël Kingsbury                                                    | Jeremy Cota                                                         | Sho Kashima                                                         |
| 29.01.2012 | Calgary             | AE    | Olivier Rochon                                                      | Qi Guangpu                                                          | Liu Zhongqing                                                       |
| 03.02.2012 | Blue Mountain       | SX    | Brady Leman                                                         | Christopher Del Bosco                                               | Andreas Matt                                                        |
| 02.02.2012 | Deer Valley         | MO    | Mikaël Kingsbury                                                    | Alexandre Bilodeau                                                  | Vinjar Slåtten                                                      |
| 03.02.2012 | Deer Valley         | AE    | Jia Zongyang                                                        | Dylan Ferguson                                                      | Olivier Rochon                                                      |
| 04.02.2012 | Deer Valley         | DM    | Sergei Wolkow                                                       | Mikaël Kingsbury                                                    | Andrei Wolkow                                                       |
| 11.02.2012 | Jilin Beida Lake    | AE    | Qi Guangpu                                                          | Jia Zongyang                                                        | Olivier Rochon                                                      |
| 12.02.2012 | Jilin Beida Lake    | MO    | Mikaël Kingsbury                                                    | Dmitri Reicherd                                                     | Philippe Marquis                                                    |
| 17.02.2012 | Kreischberg         | AE    | Scotty Bahrke                                                       | Maxim Huszik                                                        | Dylan Ferguson                                                      |
| 18.02.2012 | Naeba Ski Resort    | MO    | Mikaël Kingsbury                                                    | Jeremy Cota                                                         | Cédric Rochon                                                       |
| 19.02.2012 | Naeba Ski Resort    | DM    | Patrick Deneen                                                      | Mikaël Kingsbury                                                    | Philippe Marquis                                                    |
| 25.02.2012 | Minsk               | AE    | Stanislaw Krawtschuk                                                | Oleksandr Abramenko                                                 | Thomas Lambert                                                      |
| 25.02.2012 | Jyväskylä           | SS    | Cyrill Hunziker                                                     | Antti-Jussi Kemppainen                                              | Per Kristian Hunder                                                 |
| 25.02.2012 | Götschen            | SX    | Tristan Tafel                                                       | John Teller                                                         | Christopher Del Bosco                                               |
| 26.02.2012 | Götschen            | SX    | Filip Flisar                                                        | David Duncan                                                        | Jean-Frédéric Chapuis                                               |
| 03.03.2012 | Branäs              | SX    | Jouni Pellinen                                                      | Filip Flisar                                                        | Andreas Matt                                                        |
| 04.03.2012 | Mammoth Mountain    | HP    | David Wise                                                          | Noah Bowman                                                         | Benoît Valentin                                                     |
| 04.03.2012 | Mammoth Mountain    | SS    | Tom Wallisch                                                        | Alex Bellemare                                                      | Joss Christensen                                                    |
| 09.03.2012 | Åre                 | MO    | Philippe Marquis                                                    | Mikaël Kingsbury                                                    | Shō Endō                                                            |
| 10.03.2012 | Åre                 | DM    | Patrick Deneen                                                      | Jeremy Cota                                                         | Mikaël Kingsbury                                                    |
| 10.03.2012 | Moskau              | AE    | Jia Zongyang                                                        | Dsjanis Ossipou                                                     | Olivier Rochon                                                      |
| 10.03.2012 | Grindelwald         | SX    | Filip Flisar                                                        | John Teller                                                         | Didrik Bastian Juell                                                |
| 11.03.2012 | Grindelwald         | SX    | Aufgrund des tödlichen Unfalls von Nick Zoricic ersatzlos abgesagt. | Aufgrund des tödlichen Unfalls von Nick Zoricic ersatzlos abgesagt. | Aufgrund des tödlichen Unfalls von Nick Zoricic ersatzlos abgesagt. |
| 17.03.2012 | Myrdalen-Voss       | AE    | Dsmitryj Daschtschynski                                             | Zhou Hang                                                           | Oleksandr Abramenko                                                 |
| 18.03.2012 | Megève              | MO    | Patrick Deneen                                                      | Mikaël Kingsbury                                                    | Marc-Antoine Gagnon                                                 |

## Frauen

### Weltcupwertungen
| Rang | Name                    | Punkte |
| ---- | ----------------------- | ------ |
| 01   | Hannah Kearney          | 96     |
| 02   | Xu Mengtao              | 66     |
| 03   | Marielle Thompson       | 59     |
| 04   | Justine Dufour-Lapointe | 56     |
| 05   | Ophélie David           | 53     |
| 06   | Cheng Shuang            | 52     |
| 07   | Olha Wolkowa            | 48     |
| 08   | Nikola Sudová           | 43     |
| 09   | Katrin Müller           | 42     |
| 10   | Heather McPhie          | 41     |

| Rang | Name           | Punkte |
| ---- | -------------- | ------ |
| 01   | Xu Mengtao     | 660    |
| 02   | Cheng Shuang   | 520    |
| 03   | Olha Wolkowa   | 480    |
| 04   | Laura Peel     | 407    |
| 05   | Tanja Schärer  | 394    |
| 06   | Kong Fanyu     | 384    |
| 07   | Zhang Xin      | 299    |
| 08   | Nadija Didenko | 287    |
| 09   | Hanna Huskowa  | 268    |
| 10   | Olha Poljuk    | 265    |

| Rang | Name                    | Punkte |
| ---- | ----------------------- | ------ |
| 01   | Hannah Kearney          | 1195   |
| 02   | Justine Dufour-Lapointe | 0732   |
| 03   | Nikola Sudová           | 0565   |
| 04   | Heather McPhie          | 0533   |
| 05   | Chloé Dufour-Lapointe   | 0522   |
| 06   | Audrey Robichaud        | 0471   |
| 07   | Miki Itō                | 0425   |
| 08   | Eliza Outtrim           | 0425   |
| 09   | K. C. Oakley            | 0377   |
| 10   | Jekaterina Stoljarowa   | 0335   |

| Rang | Name                     | Punkte |
| ---- | ------------------------ | ------ |
| 01   | Marielle Thompson        | 590    |
| 02   | Ophélie David            | 530    |
| 03   | Katrin Müller            | 423    |
| 04   | Sanna Lüdi               | 389    |
| 05   | Andrea Limbacher         | 388    |
| 06   | Alizée Baron             | 349    |
| 07   | Katrin Ofner             | 317    |
| 08   | Marielle Berger Sabbatel | 281    |
| 09   | Kelsey Serwa             | 276    |
|      | Anna Wörner              | 276    |

| Rang | Name                | Punkte |
| ---- | ------------------- | ------ |
| 01   | Brita Sigourney     | 200    |
| 02   | Rosalind Groenewoud | 160    |
| 03   | Maddie Bowman       | 110    |
| 04   | Devin Logan         | 079    |
| 05   | Anais Caradeux      | 077    |
| 06   | Keltie Hansen       | 065    |
| 07   | Virginie Faivre     | 060    |
|      | Kimmy Sharp         | 060    |
| 09   | Katrien Aerts       | 050    |
|      | Manami Mitsuboshi   | 050    |

| Rang | Name             | Punkte |
| ---- | ---------------- | ------ |
| 01   | Linn-Ida Murud   | 100    |
|      | Kaya Turski      | 100    |
| 03   | Eveline Bhend    | 080    |
|      | Devin Logan      | 080    |
| 05   | Chiho Takao      | 076    |
| 06   | Natália Šlepecká | 060    |
|      | Emilie Wint      | 060    |
| 08   | Anna Segal       | 050    |
|      | Zuzana Stromková | 050    |
| 10   | Camillia Berra   | 045    |
|      | Yuki Tsubota     | 045    |

### Podestplätze
| Datum      | Ort                 | Disz. | 1. Platz                                                            | 2. Platz                                                            | 3. Platz                                                            |
| ---------- | ------------------- | ----- | ------------------------------------------------------------------- | ------------------------------------------------------------------- | ------------------------------------------------------------------- |
| 09.12.2011 | Copper Mountain     | HP    | Brita Sigourney                                                     | Rosalind Groenewoud                                                 | Virginie Faivre                                                     |
| 10.12.2011 | Ruka                | MO    | Hannah Kearney                                                      | Eliza Outtrim                                                       | Nikola Sudová                                                       |
| 17.12.2011 | Innichen            | SX    | Kelsey Serwa                                                        | Sanna Lüdi                                                          | Marielle Thompson                                                   |
| 18.12.2011 | Innichen            | SX    | Kelsey Serwa                                                        | Sanna Lüdi                                                          | Katrin Müller                                                       |
| 20.12.2011 | Méribel             | DM    | Hannah Kearney                                                      | Justine Dufour-Lapointe                                             | Heather McPhie                                                      |
| 07.01.2012 | St. Johann in Tirol | SX    | Ophélie David                                                       | Anna Wörner                                                         | Alizée Baron                                                        |
| 11.01.2012 | L’Alpe d’Huez       | SX    | Sanna Lüdi                                                          | Marielle Thompson                                                   | Andrea Limbacher                                                    |
| 14.01.2012 | Mont Gabriel        | DM    | Hannah Kearney                                                      | Justine Dufour-Lapointe                                             | Jekaterina Stoljarowa                                               |
| 15.01.2012 | Mont Gabriel        | AE    | Olha Wolkowa                                                        | Emily Cook                                                          | Laura Peel                                                          |
| 15.01.2012 | Les Contamines      | SX    | Sanna Lüdi                                                          | Alizée Baron                                                        | Ophélie David                                                       |
| 19.01.2012 | Lake Placid         | MO    | Hannah Kearney                                                      | Justine Dufour-Lapointe                                             | Nikola Sudová                                                       |
| 20.01.2012 | Lake Placid         | AE    | Xu Mengtao                                                          | Cheng Shuang                                                        | Kong Fanyu                                                          |
| 21.01.2012 | Lake Placid         | AE    | Xu Mengtao                                                          | Cheng Shuang                                                        | Kong Fanyu                                                          |
| 28.01.2012 | Calgary             | MO    | Hannah Kearney                                                      | Justine Dufour-Lapointe                                             | K. C. Oakley                                                        |
| 29.01.2012 | Calgary             | AE    | Xu Mengtao                                                          | Cheng Shuang                                                        | Olha Wolkowa                                                        |
| 03.02.2012 | Blue Mountain       | SX    | Marielle Thompson                                                   | Katrin Ofner                                                        | Katrin Müller                                                       |
| 02.02.2012 | Deer Valley         | MO    | Hannah Kearney                                                      | Heather McPhie                                                      | Britteny Cox                                                        |
| 03.02.2012 | Deer Valley         | AE    | Xu Mengtao                                                          | Cheng Shuang                                                        | Kong Fanyu                                                          |
| 04.02.2012 | Deer Valley         | DM    | Hannah Kearney                                                      | Justine Dufour-Lapointe                                             | Heather McPhie                                                      |
| 11.02.2012 | Jilin Beida Lake    | AE    | Zhang Xin                                                           | Xu Mengtao                                                          | Cheng Shuang                                                        |
| 12.02.2012 | Jilin Beida Lake    | MO    | Hannah Kearney                                                      | Justine Dufour-Lapointe                                             | Julija Galyschewa                                                   |
| 17.02.2012 | Kreischberg         | AE    | Laura Peel                                                          | Olha Wolkowa                                                        | Yang Yu                                                             |
| 18.02.2012 | Naeba Ski Resort    | MO    | Hannah Kearney                                                      | Audrey Robichaud                                                    | Justine Dufour-Lapointe                                             |
| 19.02.2012 | Naeba Ski Resort    | DM    | Audrey Robichaud                                                    | Aiko Uemura                                                         | Miki Itō                                                            |
| 25.02.2012 | Minsk               | AE    | Yang Yu                                                             | Tanja Schärer                                                       | Zhang Xin                                                           |
| 25.02.2012 | Jyväskylä           | SS    | Linn-Ida Murud                                                      | Eveline Bhend                                                       | Natália Šlepecká                                                    |
| 25.02.2012 | Götschen            | SX    | Andrea Limbacher                                                    | Ophélie David                                                       | Alizée Baron                                                        |
| 26.02.2012 | Götschen            | SX    | Katrin Müller                                                       | Ophélie David                                                       | Marielle Thompson                                                   |
| 03.03.2012 | Branäs              | SX    | Marielle Thompson                                                   | Émilie Serain                                                       | Ophélie David                                                       |
| 04.03.2012 | Mammoth Mountain    | HP    | Brita Sigourney                                                     | Rosalind Groenewoud                                                 | Maddie Bowman                                                       |
| 04.03.2012 | Mammoth Mountain    | SS    | Kaya Turski                                                         | Devin Logan                                                         | Emilia Wint                                                         |
| 09.03.2012 | Åre                 | MO    | Hannah Kearney                                                      | Chloé Dufour-Lapointe                                               | Arisa Murata                                                        |
| 10.03.2012 | Åre                 | DM    | Hannah Kearney                                                      | Nikola Sudová                                                       | Heather McPhie                                                      |
| 10.03.2012 | Moskau              | AE    | Kong Fanyu                                                          | Xu Mengtao                                                          | Cheng Shuang                                                        |
| 10.03.2012 | Grindelwald         | SX    | Marielle Thompson                                                   | Marija Komissarowa                                                  | Marte Høie Gjefsen                                                  |
| 11.03.2012 | Grindelwald         | SX    | Aufgrund des tödlichen Unfalls von Nick Zoricic ersatzlos abgesagt. | Aufgrund des tödlichen Unfalls von Nick Zoricic ersatzlos abgesagt. | Aufgrund des tödlichen Unfalls von Nick Zoricic ersatzlos abgesagt. |
| 17.03.2012 | Myrdalen-Voss       | AE    | Xu Mengtao                                                          | Cheng Shuang                                                        | Zhang Xin                                                           |
| 18.03.2012 | Megève              | MO    | Justine Dufour-Lapointe                                             | Miki Itō                                                            | Chloé Dufour-Lapointe                                               |

## Nationencup
| Rang | Land                | Punkte |
| ---- | ------------------- | ------ |
| 01   | Vereinigte Staaten  | 1034   |
| 02   | Kanada              | 0952   |
| 03   | Schweiz             | 0409   |
| 04   | Volksrepublik China | 0364   |
| 05   | Russland            | 0355   |
| 06   | Frankreich          | 0330   |
| 07   | Japan               | 0239   |
| 08   | Australien          | 0199   |
| 09   | Ukraine             | 0177   |
| 10   | Norwegen            | 0166   |

| Rang | Land                | Punkte |
| ---- | ------------------- | ------ |
| 01   | Vereinigte Staaten  | 585    |
| 02   | Kanada              | 560    |
| 03   | Schweiz             | 215    |
| 04   | Russland            | 208    |
| 05   | Frankreich          | 173    |
| 06   | Volksrepublik China | 130    |
| 07   | Finnland            | 110    |
|      | Belarus             | 110    |
| 09   | Norwegen            | 081    |
| 10   | Schweden            | 080    |

| Rang | Land                | Punkte |
| ---- | ------------------- | ------ |
| 01   | Vereinigte Staaten  | 449    |
| 02   | Kanada              | 392    |
| 03   | Volksrepublik China | 234    |
| 04   | Schweiz             | 194    |
| 05   | Australien          | 185    |
| 06   | Japan               | 162    |
| 07   | Frankreich          | 157    |
| 08   | Russland            | 147    |
| 09   | Ukraine             | 108    |
| 10   | Norwegen            | 085    |

## Anmerkung
1. 1 2  Aufgrund des tödlichen Unfalls von Nick Zoricic musste das Rennen abgesagt werden. Es zählen die Ergebnisse der Qualifikation am 9. März.